# Beira
Beira je druga po važnosti mozambička luka na Indijskom oceanu. Glavni je grad pokrajine Sofala, smješten na ušću rijeke Pungwe. Izuzetno je bitna luka za unutrašnjost Mozambika, kao i za države Zimbabve, Zambiju i Malavi.
Grad su u 19. stoljeću osnovali Portugalci, konkretno državna tvrtka Companhia de Moçambique. Ime je dobio po portugalskoj povijesnoj pokrajini Beiri. Zbog svoje povijesti, u gradu danas žive Portugalci, Indijci, Kinezi i Afrikanci.
Sjeveroistočno od grada je zračna luka.
Beira je 2007. imala 431.583 stanovnika, čime je bila četvrti po veličini grad u Mozambiku.

## Gradovi prijatelji
- Bender, Moldova
- Bristol, Ujedinjeno Kraljevstvo[2]
- Coimbra, Portugal
- Padova, Italija
- Porto, Portugal[3]

## Vanjske poveznice

### Ostali projekti
|  | Zajednički poslužitelj ima još gradiva o temi Beira |